# François Borel (Politiker)

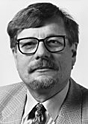
François Borel

François Borel (* 1. Dezember 1948 in Neuenburg, heimatberechtigt in Neuenburg und Couvet) ist ein Schweizer Politiker (SP).
Borel hatte von 1973 bis 1984 Einsitz im Grossen Rat des Kantons Neuenburg. Zum 1. Juni 1981 wurde er in den Nationalrat gewählt und sass dort in mehreren Kommissionen. Seit April 1995 ist er Generalkonsul. Bei den Gesamterneuerungswahlen 1999 trat er an, wurde aber nicht mehr wiedergewählt und schied daher zum 5. Dezember 1999 aus der Grossen Kammer aus.
Der Lehrer ist verheiratet und hat zwei Kinder.